# 島崎久弥
島崎 久弥（しまざき きゅうや、1928年5月6日 - ）は、経済学者。
東京府（現世田谷区）出身。1953年東京大学法学部政治学科卒、東京銀行に入り、調査部審議役から東銀リサーチ・インターナショナル主任研究員。1984年関東学院大学経済学部教授。1991年「円の侵略史 円為替本位制度の形成過程」で九州大学博士（経済学）。1992年神奈川大学経済学部教授。京都大学、関東学院大学、中央大学、横浜国立大学、神奈川県立外語短期大学、横浜商科大学、明治学院大学の各非常勤講師兼務。1999年定年。

## 著書
- 『金の世界 そのメカニズムと市場の展開』有斐閣選書 1982
- 『金と国際通貨 歴史的・実証的考察』外国為替貿易研究会 1983
- 『ヨーロッパ通貨統合の展開』日本経済評論社 1987
- 『円の侵略史 円為替本位制度の形成過程』日本経済評論社 1989、（第33回日本経済図書文化賞）
- 『国際金融論新講』泉屋書店 1990
- 『大欧州圏の形成 EUとその拡大』白桃書房 神奈川大学経済貿易研究叢書 1996
- 『欧州通貨統合の政治経済学』日本経済評論社 1997
- 『世界経済のリージョナル化』多賀出版 1999
- 『通貨危機と円の国際化』多賀出版 1999
- 『国際通貨制度論攷』蒼天社出版 2012

共編
- 『金の知識 その全体像をさぐる』松村善太郎共編 有斐閣新書 1982

翻訳
- ロバート・Z・.アリバー『インターナショナル・マネーゲーム』益戸欽也共訳 産業能率大学出版部 1982

## 論文
- CiNii<島崎久弥